# 维尔德贝格
维尔德贝格（德語：Wildberg，發音：[ˈvɪltˌbɛʁk] ⓘ）是德国巴登-符腾堡州卡尔斯鲁厄行政区卡尔夫县的城市，面积56.68平方千米，2023年12月31日人口为10,372人。